# Jamie Hunt
Jamie Hunt (* 20. April 1984 in Calgary, Alberta) ist ein ehemaliger kanadischer Eishockeyspieler, der im Verlauf seiner aktiven Karriere zwischen 2003 und 2011 unter anderem ein Spiel für die Washington Capitals aus der National Hockey League bestritten, aber vorwiegend in der American Hockey League gespielt hat.

## Spielerkarriere
Der 1,86 m große Verteidiger begann seine Karriere bei den Calgary Canucks in der Juniorenliga Alberta Junior Hockey League sowie im Team des Mercyhurst College in der Atlantic-Hockey-Conference, einer Liga im Spielbetrieb der National Collegiate Athletic Association, bevor er zur Saison 2006/07 als Free Agent von den Washington Capitals verpflichtet wurde. Die Capitals setzten den Linksschützen überwiegend in der American Hockey League bei den Hershey Bears ein.
Dort zeigte der gelernte Verteidiger gute Leistungen und wurde daraufhin in den Kader der Washington Capitals berufen. Hunt erzielte in 36 Spielen zwölf Scorerpunkte. Sein NHL-Debüt für die Capitals bestritt der Rechtsschütze im Spiel gegen die New Jersey Devils am 29. Dezember 2006, das die Hauptstädter mit 3:4 Toren verloren. Hunt absolvierte die folgende Saison erneut in der AHL und entschied sich schließlich für einen Wechsel nach Europa. Im Sommer 2008 wurden die Verantwortlichen der Augsburger Panther auf den 24-jährigen aufmerksam und transferierten ihn nach Deutschland. Jamie Hunt unterzeichnete in Augsburg einen Einjahresvertrag und ging in der Spielzeit 2008/09 für die Panther aufs Eis. Nach einer Spielzeit verließ er die Panther und unterschrieb einen Vertrag bei den Chicago Wolves in der American Hockey League. Seine Karriere ließ er bei den EC Graz 99ers ausklingen, die ihn Ende Januar 2011 für den Rest der Spielzeit 2010/11 verpflichtet hatten.

## Erfolge und Auszeichnungen
- 2006 NCAA (CHA) First All-Star Team

## Karrierestatistik
(Legende zur Spielerstatistik: Sp oder GP = absolvierte Spiele; T oder G = erzielte Tore; V oder A = erzielte Assists; Pkt oder Pts = erzielte Scorerpunkte; SM oder PIM = erhaltene Strafminuten; +/− = Plus/Minus-Bilanz; PP = erzielte Überzahltore; SH = erzielte Unterzahltore; GW = erzielte Siegtore; 1 Play-downs/Relegation; Kursiv: Statistik nicht vollständig)